# コミュニケーションパル
『コミュニケーションパル』は、シャープがかつて製造・販売していた携帯情報端末（PDA）の商品名である。略称は「コミパル」。

## 概要
1998年前半にNTTドコモが発売した、電子メールの作成と送受信機能に特化した携帯情報端末「ポケットボード（シチズン製）」のヒットを受けて開発された。
シャープでは既にヒット商品になっていた携帯情報端末「ザウルス」が存在していたが、これは主に男性サラリーマンをターゲットとしており、コミパルは女性をターゲットとした「誰でも簡単に使える情報端末」をコンセプトとして開発された。OSはZaurusOS、CPUは32bit RISC(日立SH-3)を使用。
本体はモノクロ16階調の3.9インチ液晶ディスプレイ（320x240ドット）とQWERTY配列のキーボードから構成され、操作用のタッチペンと携帯電話接続用のケーブルが付属（本体と直結）する。
携帯電話とケーブルで接続することによりインターネットにつながり、内蔵ブラウザでWeb閲覧（HTML3.2準拠）が可能。またメールの作成・閲覧（インターネットメール及び10円メール）も可能である。この他に電卓機能・時計機能・アドレス帳機能・スケジュール管理機能を備えた。辞書機能はない。またザウルス同様の追加ソフトである「Moreソフト」も使用可能。電源は単三乾電池2本で駆動する。
シリーズとしては「MT-200」とその後継である「MT-300」の2種類のみが発表、発売されただけで終了した。これは対抗機として意識した「ポケットボード」の希望小売価格が元々12,800円である（家電量販店では更に割引された）のに対して、コミュニケーションパルは構造上ザウルスのライトモデルであるため38,800円とした点から売れ筋にはならなかったとされることが影響している。なお、NTTドコモ向けのOEM品として「ブラウザボード（モノクロ液晶版）」を発売している。

## 歴史
- 1998年11月 - 「MT-200」発表、発売開始。色はホワイトパールのみ、携帯電話は各社PDC方式デジタル電話対応で、専用アダプタを付属する。定価38,800円（実売29,800円程度）。
- 1999年2月 - 「MT-200A」発表。色はコズミックブルーで、その他機能はMT-200と同じ。
- 1999年9月 - 「MT-300」発表。対応する携帯電話はcdmaOne以外のPDC方式デジタル、PHS、ドッチーモ（それぞれ専用アダプタが付属）。Cookie及びSSL通信に対応。色は「ハニーオレンジ」（MT-300D）と「プラチナシルバー」（MT-300S)。
- 1999年12月 - 「MT-300C-A」発表。対応する携帯電話がcdmaOneのみ（別売りアダプタでPHSとの接続が可能）。